# Jay Parini

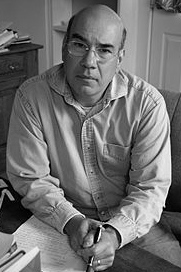
Jay Parini (2011)

Jay Parini (* 2. April 1948 in Pittston, Pennsylvania) ist ein US-amerikanischer Literaturkritiker, Hochschullehrer und Schriftsteller, der vor allem durch seinen Roman The Last Station bekannt wurde.

## Leben
Nach dem Schulbesuch studierte er zunächst am Lafayette College und erwarb dort 1970 einen Bachelor of Arts (B.A.). Ein anschließendes postgraduales Studium der Philosophie an der University of St Andrews beendete er 1972 mit einem Bachelor in Philosophy und erhielt darüber hinaus von der University of St Andrews 1975 einen Philosophiae Doctor (Ph.D.).
Im Anschluss wurde er Professor am Dartmouth College in Hanover (New Hampshire) und unterrichtete dort bis 1982. 1982 nahm er den Ruf auf eine Professur am Middlebury College in Vermont an und lehrt seitdem dort. Als Literaturkritiker befasste er sich insbesondere mit den Werken von John Steinbeck wie Die Reise mit Charley: Auf der Suche nach Amerika, William Chomsky, Harold Brodkey, W. S. Merwin,
Neben seiner Lehrtätigkeit begann Parini eine schriftstellerische Laufbahn. Einige seiner Romane erschienen auch in deutscher Übersetzung wie Dunkle Passagen (‚Benjamin’s Crossing‘, 2000) sowie Ein russischer Sommer : Tolstojs letztes Jahr (‚The Last Station‘, 2008). Gyrðir Elíasson verfasste eine Übersetzung von The Last Station in isländischer Sprache unter dem Titel Endastöðin: Síðasta æviár Tolstojs (2002).
2009 wurde Ein russischer Sommer, der vom letzten Lebensjahr des russischen Schriftstellers Lew Nikolajewitsch Tolstoi handelt, unter dem gleichnamigen Titel von Michael Hoffman mit Christopher Plummer und Helen Mirren in den Hauptrollen verfilmt.

## Veröffentlichungen (Auswahl)
- John Steinbeck. A Biography. Henry Holt & Co., New York 1995
- The Oxford Encyclopedia of American Literature: Academic novels–The essay in America. Band 1, University of Michigan, ISBN 0-19-516724-4.
- The Oxford Companion to Twentieth-Century Poetry in English. Oxford University Press, Oxford 1996 (Herausgeber)
- Robert Frost. A Life. Verlag Picador, London 2000, ISBN 978-0-8050-6341-7.
- Every Time a Friend Succeeds Something Inside Me Dies: The Life of Gore Vidal. Little Brown, 2015